# ۶۹۲ (قمری)
۶۹۲ (قمری)، ششصد و نود و دومین سال در گاهشماری هجری قمری است. اول محرم این سال برابر با دوازدهم دسامبر سال ۱۲۹۲ میلادی است.